# Son Young-ki
Son Young-ki (kor. 손영기, ur. 30 maja 1985 w Wonju) – koreański florecista, dwukrotny medalista mistrzostw świata.
Podczas mistrzostw świata w Petersburgu w 2007 roku reprezentacja Korei Południowej w składzie: Choi Byung-chul, Jung Chang-yong, Park Hee-kyung i Son Young-ki zdobyła brązowy medal w zawodach drużynowych. Na mistrzostwach świata w Budapeszcie w 2019 roku był trzeci w rywalizacji indywidualnej. Wyprzedzili go tylko Francuz Enzo Lefort i Brytyjczyk Marcus Mepstead. Był też między innymi czwarty drużynowo na mistrzostwach świata w Wuxi w 2018 roku.
Ponadto wywalczył brązowy medal drużynowo na igrzyskach azjatyckich w Inczon w 2014 roku oraz złoty drużynowo i brązowy indywidualnie na igrzyskach azjatyckich w Dżakarcie w 2018 roku. 
Nigdy nie wziął udziału w igrzyskach olimpijskich.